# If You Were a Woman
Az If You Were a Woman Bonnie Tyler 1986-os slágere.
A Secret Dreams and Forbidden Fire című lemezre Desmond Child is írt két dalt. Köztük az egyik, az If You Were a Woman (And I Was a Man). A dalhoz videóklip is készült, melyet maga Steinman rendezett és 7 Billboard Video Awardsra jelölték. A klip egy férfi nővé való átalakulását mutatja be a "nőuralom" idején. Franciaországban ezüstlemezt kapott a 271 000 darab eladott single után míg Venezuelában a toplista első helyére ugrott.  Tyler 2004-ben feldolgozva adta elő újra Simply Believe című albumán. .

## Kislemez

### "7 single
| #   | Dalcím              | Zeneszerző    | Producer     | Hossz |
| --- | ------------------- | ------------- | ------------ | ----- |
| 1/A | If You Were A Woman | Desmond Child | Jim Steinman | 5:15  |
| 1/B | Under Suspicion     | Paul Hopkins  | Jim Steinman | 4:24  |

### "12 single
| #   | Dalcím                                 | Zeneszerző    | Producer     | Hossz |
| --- | -------------------------------------- | ------------- | ------------ | ----- |
| 1/1 | If You Were A Woman (Extended Version) | Desmond Child | Jim Steinman | 5:15  |
| 1/B | Under Suspicion                        | Paul Hopkins  | Jim Steinman | 4:24  |
| 2/B | Straight from the Heart                | Bryan Adams   | Jim Steinman | 3:49  |

## Toplistás helyezések
| Slágerlista (1986)    | Csúcspozíció |
| --------------------- | ------------ |
| Venezuela             | 1            |
| Francia kislemezlista | 6            |
| Svájci kislemezlista  | 16           |
| Német kislemezlista   | 32           |
| Billboard Hot 100     | 77           |
| Brit kislemezlista    | 78           |